# Маццоне, Дора
До́ра Пау́ла Маццо́не Лео́н (исп. Dora Paula Mazzone León; род. 2 июня 1967) — венесуэльская актриса и модель.

## Биография
Дора Маццоне венесуэльская модель и актриса итальянского происхождения, получила своё актёрское образование в Центральном университете Венесуэлы (1988—1990). Она имеет очень большой опыт работы и по праву считается одной из лучших актрис Венесуэлы. В 1989 году чтобы продолжить изучение сценического искусства, Дора прослушала курс актёрского мастерства в Национальной театральной компании, где приобретала опыт в течение трех лет. Кроме этого, обнаружив у себя талант певицы, Дора обучалась пению в компании «Celcit» в 1992 году. Свою карьеру она начала в театре, где играла в пьесах Мольера, Шекспира, Лопе де Вега.
Дора Маццоне дважды была замужем, но оба брака закончились разводом. Её первым мужем был актёр Жан Карло Симанкас, от которого родила дочь Грасиэлу. Вторым её мужем стал актёр Адольфо Кубас.

## Фильмография
- 1990 — Карибе
- 1990 — Выстрел в куст
- 1991 — Сеньора Болеро
- 1992 — На этих улицах
- 1993 — Сладкая иллюзия
- 1995 — Любовь в конце столетия
- 1995 — Полная поставка
- 1995 — Свадьба
- 1996 — Воздух свободы
- 1996 — Жить заново
- 1996 — Сукре
- 1997 — Мария де лос Анхелес
- 1998 — Избалованная девчонка
- 1999 — Луиза Фернанда
- 2000 — Мариу
- 2001 — Да здравствует Пепа
- 2001 — Голая правда
- 2001 — Моя ненаглядная девочка
- 2002 — Моя прекрасная толстушка
- 2003 — Жена Иуды
- 2003 — Куаима
- 2004 — Сумасбродная Анастасия
- 2004 — Точка и линия
- 2005 — Быть красивой недостаточно
- 2005 — Любовь из-под палки
- 2006 — Объявляю вас мужем и женой
- 2008 — Никто не скажет мне, как любить тебя
- 2011 — Наталья дель Мар
- 2012 — Мой бывший меня хочет
- 2014 — Изумрудное сердце

## Награды
В 1991 и 1996 премия «Лучшая актриса» года
В 1992 и 1993 премия «Лучшая роль второго плана»
В 1996 года была удостоена премии «Ордена Франсиско Фахардо»
В 1998 премия за лучшую актрису года «Золотой экран»